# Afrikanischer Graumull
Der Afrikanische Graumull (Cryptomys hottentotus) ist eine mittelgroße Art aus der Familie der Sandgräber (Bathyergidae). Wie andere Graumulle ist er an eine unterirdische und grabende Lebensweise angepasst. Die Art ist in vier Unterarten im südlichen Afrika von Botswana und Mosambik bis zum Süden von Südafrika verbreitet.
In den letzten Jahren wurden zahlreiche Arten, die ursprünglich dem Afrikanischen Graumull zugeordnet wurden, als eigenständig etabliert und nach molekularbiologischen Untersuchungen in die Gattung Fukomys überstellt, der Afrikanische Graumull verblieb als einzige rezente Art in der damit monotypischen Gattung Cryptomys.

## Merkmale
Der Afrikanische Graumull erreicht eine Kopf-Rumpf-Länge von 10,5 bis 18,5 Zentimetern bei den Männchen und 10,0 bis 16,4 Zentimetern bei den Weibchen. Das Gewicht beträgt 112 bis 145 Gramm bei den Männchen und 98 bis 153 Gramm bei den Weibchen. Der Schwanz ist mit 8 bis 27 Millimetern Länge sehr kurz. Die Männchen sind im Durchschnitt etwas größer und schwerer als die Weibchen. Die mittelgroße Art besitzt ein dunkelgraues bis braunes Rückenfell, der Kopf besitzt bei einigen Individuen einen weißen Fleck. Die Beine sind sehr kurz, der Kopf und der Körper sind mit Vibrissen bestückt.
Der Chromosomensatz besteht aus 2n = 54 (FN=106) Chromosomen.

## Verbreitung
Der Afrikanische Graumull ist mit vier Unterarten im südlichen Afrika vom Süden von Simbabwe, dem östlichen Botswana und dem südlichen Mosambik bis zur Südspitze von Südafrika verbreitet.

## Lebensweise
Die Lebensräume befinden sich typischerweise in Gebieten mittlerer Feuchte bis semiariden Regionen mit jährlichen Niederschlagsmengen von 200 bis 1000 Millimetern. Die Tiere leben in verschiedenen Substraten von lockersandigen Lehmböden bis zu steinig-sandigen Böden. In harten roten Lehmböden und in den ebenfalls harten Böden der Mopane-Wälder (Colophospermum mopane) sind sie nicht zu finden. Wie andere Graumulle lebt auch diese Art weitgehend unterirdisch in Kolonien mit 2 bis 15 Tieren. Sie graben Baue und ernähren sich herbivor, wobei regional die Nahrung zu 98 % aus Überdauerungsknollen von Geophyten besteht. Die Tiere legen Nahrungslager an, stehendes Wasser wird nicht getrunken. Sie haben einen regelmäßigen zircadianen Tagesrhythmus. Innerhalb der Kolonie sind nur ein Weibchen und wenige Männchen paarungsfähig und sexuell aktiv, die restlichen Individuen sind nicht sexuell aktive Jungtiere aus mehreren Würfen sowie hinzugekommene Einzeltiere. Die Ausbreitung der Kolonien findet vor allem in der Regenzeit statt, wobei der Grad der Ausbreitung von der Trockenheit und der Nahrungsverfügbarkeit abhängt. Die Gänge der Kolonie erreichen Gesamtlängen von 150 bis 510 Meter, der Aktivitätsraum beträgt etwa 0,16 Hektar. In einigen Regionen nutzt der Afrikanische Graumull die Gänge gemeinsam mit dem sich eher von Insekten ernährenden Hottentotten-Goldmull, teilweise bestehen auch Beziehungen zu Sclaters Goldmull.
Vergleichbar dem Nacktmull (Heterocephalus glaber) ist der Afrikanische Graumull schmerzunempfindlich gegen verschiedene Stoffe wie Capsaicin, Salzsäure mit pH-Werten bis 3,5 und Allylisothiocyanate. Dies führt dazu, dass die Tiere keine Reaktion auf die Stiche der Ameisenart Myrmicaria natalensis zeigen, die in den Gängen ihrer Baue mitunter auftritt. Das Gift der Ameisen gilt als hochwirksam. Die Schmerzunempfindlichkeit entstand durch genetische Anpassungen am TRPA1-Ionenkanal und am NALCN-Natriumkanal, die beide die Wahrnehmung auf der Hautoberfläche steuern. Dadurch kann der Afrikanische Graumull Lebensräume nutzen, die von anderen Graumullen weitgehend gemieden werden.
Die Fortpflanzungszeit fällt für die Nominatform in die Monate Oktober bis Januar und für die Unterart C. h. pretoriae in die Monate April bis Dezember. Der Eisprung ist an die Kopulation gebunden. Die Tragzeit dauert 59 bis 66 Tage, und die Weibchen bekommen ein bis sechs, durchschnittlich drei Jungtiere. Die Jungtiere sind bei der Geburt nackt und blind.
Afrikanische Graumulle können sich in ihren Bauen unter anderem mit Hilfe ihres Magnetsinns orientieren.

## Systematik
Der Afrikanische Graumull wird als eigenständige Art innerhalb der Gattung Cryptomys eingeordnet, die aktuell nur aus dieser Art besteht. Die wissenschaftliche Erstbeschreibung stammt von René Primevère Lesson aus dem Jahr 1826 als Bathyergus hottentotus und erfolgte anhand von Individuen aus der Region um Paarl östlich von Kapstadt in der südafrikanischen Provinz Westkap. Lesson veröffentlichte die Erstbeschreibung gemeinsam mit Prosper Garnot in den zoologischen Bänden der Reisebeschreibung einer Forschungsreise um die Welt unter Leitung von Louis-Isidore Duperrey und Jules Dumont d’Urville im Auftrag des französischen Königs Ludwig XVIII., bei der Lesson und Garnot als Schiffsärzte und Naturwissenschaftler an Bord waren. Er benannte sie als „Hottentotten-Graumull“ (Cryptomys hottentotus) nach der damals üblichen und rassistischen Bezeichnung „Hottentotten“ für die im heutigen Südafrika und Namibia lebenden Afrikaner.
Der Art wurden 1953 von John Ellerman zahlreiche andere Arten als Unterarten und Synonyme zugeschlagen, darunter der Damara-Graumull (Fukomys damarensis), der Sambische Graumull (Fukomys amatus) und der Malawi-Graumull (Fukomys whytei). 2013 listete Nigel C. Bennett basierend auf vorliegender Literatur fünf Unterarten auf, von denen der Damara-Graumull, der Mashona-Graumull (C. darlingi) und Bocages Graumull (C. bocagei) als eigenständig beschrieben wurden. Aufgrund spezifischer genetischer und morphologischer Merkmale wurden diese Arten seit den 1990ern und spätestens seit Mitte der 2000er Jahre als eigenständige Arten betrachtet.

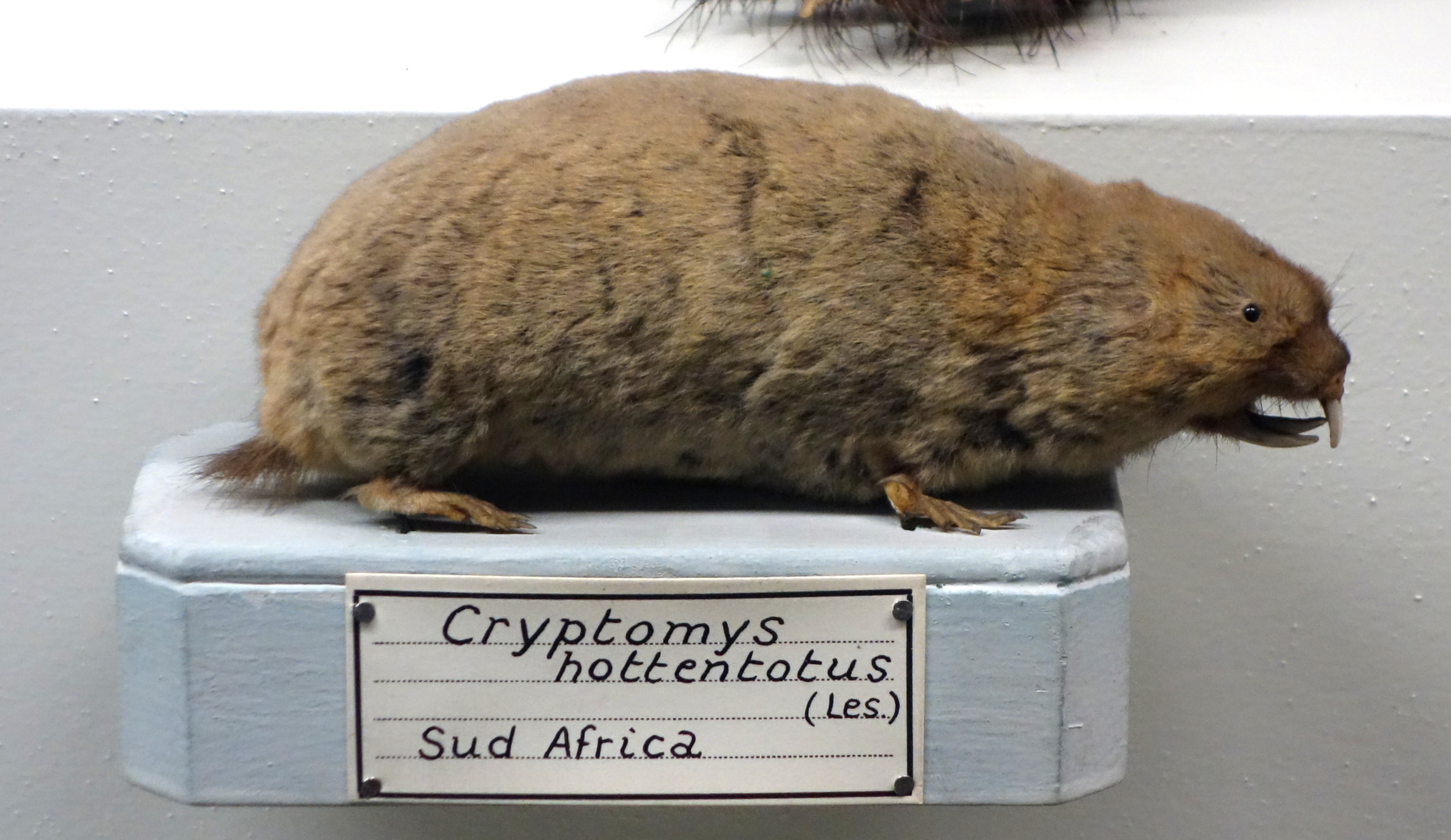
Afrikanischer Graumull (Cryptomys hottentotus) im Museo di storia naturale Giacomo Doria, Genua

2006 wurde die Gattung Cryptomys anhand von molekularbiologischen Merkmalen in zwei Gattung aufgetrennt, wobei der Afrikanische Graumull als einzige Art in der Gattung Cryptomys verblieb und die meisten anderen Arten der neuen Gattung Fukomys zugeteilt wurden.
Innerhalb der Art werden mit der Nominatform vier Unterarten unterschieden:
- Cryptomys hottentotus hottentotus: Die Nominatform ist im westlichen und südlichen Südafrika in den Provinzen Nordkap, Westkap, Ostkap und Freistaat verbreitet.
- Cryptomys hottentotus natalensis: Die Form ist im Süden von Mosambik und dem Osten von Südafrika in den Provinzen  in den Provinzen Mpumalanga und KwaZulu-Natal  verbreitet.
- Cryptomys hottentotus nimrodi: Die Form ist vom Süden Simbabwes und dem äußersten Osten Botswanas bis in die südafrikanische Provinz Limpopo verbreitet.
- Cryptomys hottentotus pretoriae: Die Form ist im Norden von Südafrika in den Provinzen Limpopo, Nordwest, Gauteng und Mpumalanga verbreitet.

## Status, Bedrohung und Schutz
Der Afrikanische Graumull wird bei der International Union for Conservation of Nature and Natural Resources (IUCN) als „nicht gefährdet“ (Least concern) eingestuft. Begründet wird dies mit dem häufigen Vorkommen und dem vergleichsweise großen Verbreitungsgebiet. Die Art ist sehr anpassungsfähig und kommt auch in anthropogen beeinflussten Gebieten wie Rasen, Golfplätzen und Gärten vor.

## Belege
1. 1 2 3 4 5 6 7 8 9 10 11 12  R. L. Honeycutt: Common Mole-rat – Cryptomys hottentotus. In: Don E. Wilson, T.E. Lacher, Jr., Russell A. Mittermeier (Herausgeber): Handbook of the Mammals of the World: Lagomorphs and Rodents 1. (HMW, Band 6), Lynx Edicions, Barcelona 2016; S. 368, ISBN 978-84-941892-3-4.
2. 1 2 3  Nigel C. Bennett: Cryptomys hottentotus – Common Mole-Rat (Hottentot Mole-Ratt) In: Jonathan Kingdon, David Happold, Michael Hoffmann, Thomas Butynski, Meredith Happold und Jan Kalina (Hrsg.): Mammals of Africa Volume III. Rodents, Hares and Rabbits. Bloomsbury, London 2013, S. 655–658; ISBN 978-1-4081-2253-2.
3. 1 2  Cryptomys hottentotus in der Roten Liste gefährdeter Arten der IUCN 2017.2. Eingestellt von: S. Maree, C. Faulkes, 2008. Abgerufen am 19. Oktober 2017.
4. ↑  M. A. Kuyper: The ecology of the golden mole Amblysomus hottentotus. Mammal Review 15 (1), 1985, S. 3–11.
5. ↑  Gary N. Bronner: Amblysomus hottentotus Hottentot Golden-mole. In: Jonathan Kingdon, David Happold, Michael Hoffmann, Thomas Butynski, Meredith Happold, Jan Kalina (Hrsg.): Mammals of Africa Volume I. Introductory Chapters and Afrotheria. Bloomsbury, London, 2013, S. 228–230.
6. ↑  C. D. Lynch: The mammals of Lesotho. Navorsinge van die Nasionale Museum, Bloemfontein 10 (7), 1994, S. 177–241.
7. ↑  Ole Eigenbrod, Karlien Y. Debus, Jane Reznick, Nigel C. Bennett, Oscar Sánchez-Carranza, Damir Omerbašić, Daniel W. Hart, Alison J. Barker, Wei Zhong, Heike Lutermann, Jestina V. Katandukila, Georgies Mgode, Thomas J. Park und Gary R. Lewin: Rapid molecular evolution of pain insensitivity in multiple African rodents. Science 364 (6443,), S. 852–859, doi:10.1126/science.aau0236.
8. ↑  H. Burda, S. Marhold, T. Westenberger, R. Wiltschko und W. Wiltschko: Magnetic compass orientation in the subterranean rodent Cryptomys hottentotus (Bathyergidae). In: Experientia. Band 46, Nr. 5, 1990, S. 528–530, doi:10.1007/BF01954256.
9. 1 2  Colleen M. Ingram, Hynek Burda, Rodney L. Honeycutt: Molecular phylogenetics and taxonomy of the African mole-rats, genus Cryptomys and the new genus Coetomys Gray, 1864. Molecular Phylogenetics and Evolution 31 (3), 2004; S. 997–1014, doi:10.1016/j.ympev.2003.11.004.
10. 1 2  René Primevère Lesson: Rat-Taupe Hottentot. In: Louis Isidore Duperrey (Hrsg.): Voyage autour du monde : exécuté par ordre du roi, sur la corvette de Sa Majesté, la Coquille, pendant les années 1822, 1823, 1824, et 1825. Zoologie Pt. 1, 1826; S. 166–167, (Digitalisat).
11. ↑  Cryptomys hottentotus. In: Don E. Wilson, DeeAnn M. Reeder (Hrsg.): Mammal Species of the World. A taxonomic and geographic Reference. 2 Bände. 3. Auflage. Johns Hopkins University Press, Baltimore MD 2005, ISBN 0-8018-8221-4.
12. ↑  Dieter Kock, Colleen M. Ingram, Lawrence J. Frabotta, Rodney L. Honeycutt, Hynek Burda: On the nomenclature of Bathyergidae and Fukomys n. gen. (Mammalia: Rodentia). Zootaxa 1142, 2006; S. 51–55.